# NTT Makuhari Building
NTT Makuhari Building (jap. NTT幕張ビル) – biurowiec w mieście Chiba, w Japonii. Jego budowę ukończono w 1993 roku według projektu Taisei Construction Co. Ltd. Budynek ma 123,46 metrów wysokości i liczy 27 kondygnacji (26 nadziemnych i 1 podziemną).